# スムージー

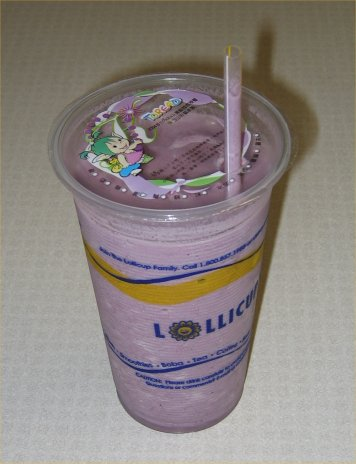
台湾のロリカップ社製
ブルーベリー・スムージー

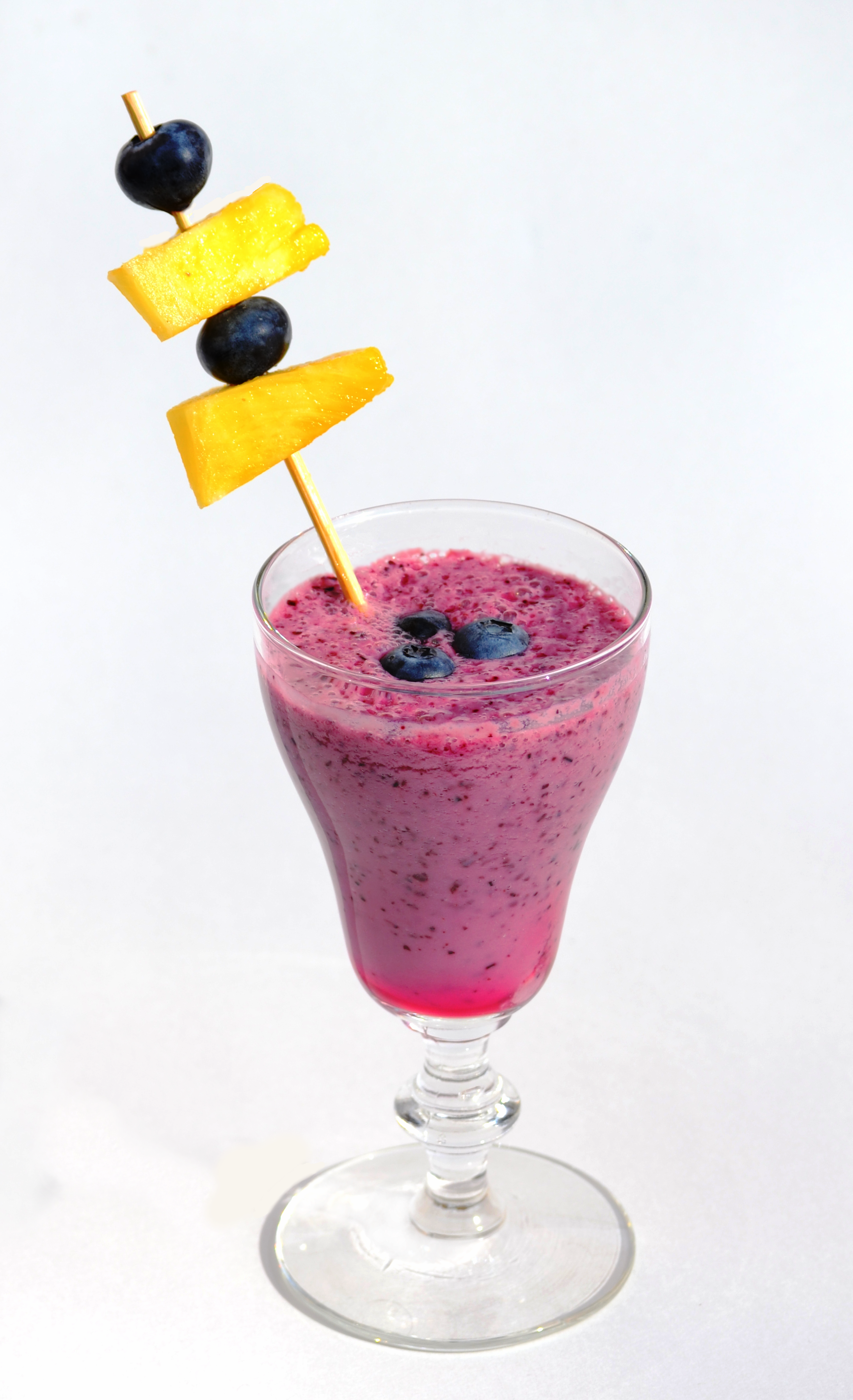
ブルーベリー・スムージー

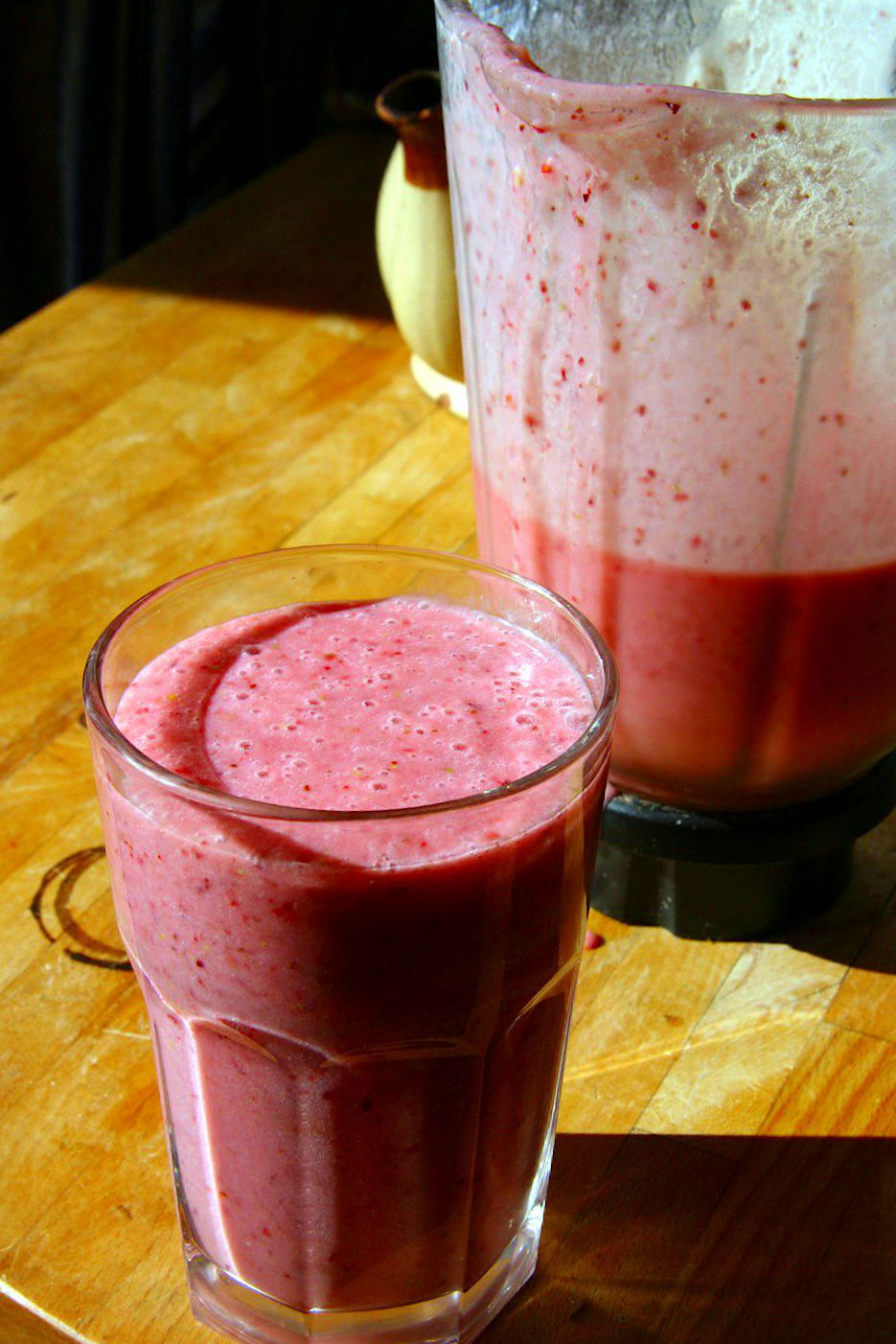
スムージーとミキサー

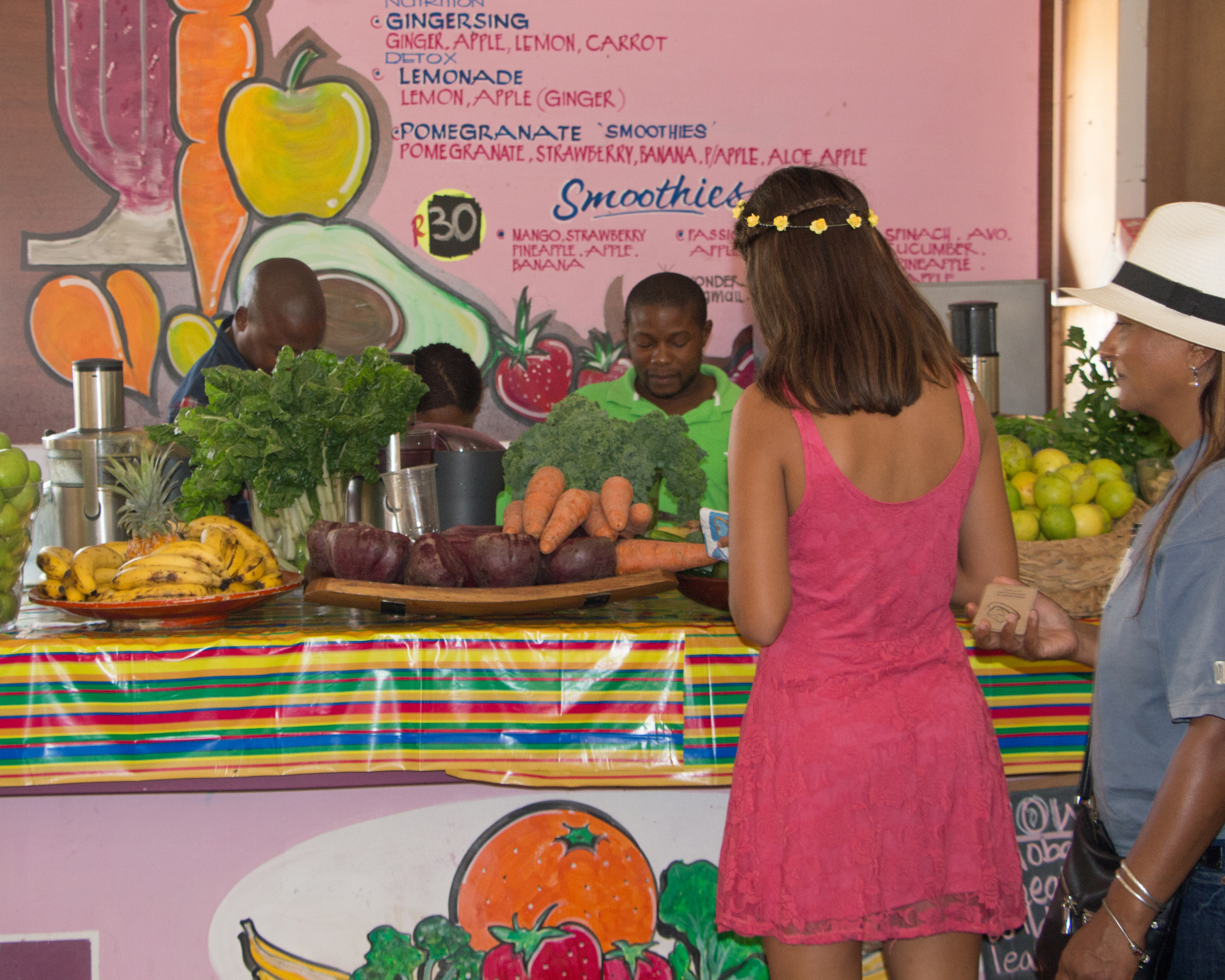
南アフリカのスムージー・バー

スムージー（英: Smoothie）は、凍らせた果物、又は野菜等を使った、シャーベット状の飲み物である。クラッシュドアイス（砕いた氷）を使用したフローズンドリンクやフローズンカクテル、アイスクリームと牛乳で作るシェイクなどにも似ている。一般的には材料そのものを凍らせて使用するとされているが、現代では作り方が多様化し、材料を生のまま使ったレシピも誕生した。生のままの材料と水で作られることもあり、その場合はシャーベットよりも常温の流動食に近い。フルーツジュース、アイスクリーム、チョコレートやシャーベットなどが甘み付けや見た目を良くするために入れられる事があるが、糖分や脂質を多く含むため幾つかの健康リスクが上昇することとなる。

## 歴史
1920年代にアメリカ西海岸で誕生したとされる。
当時のアメリカ合衆国では電化製品が各家庭に広まりだしており、ミキサーも普及が始まっている時期であったことから、各家庭で手軽に作られるようになった。当初のスムージーはシロップや牛乳、アイスクリームなどを入れて甘くしたものが作られており、今日で言うところのアメリカンスタイルのシェーク（ミルクセーキ）に近い。
その後、果物や野菜を丸ごと使用するグリーンスムージーが健康的な飲み物として広まった。
名称は「スムーズな食感になる」という意味からである。

## 調理方法
細かく切った果物や野菜等を冷凍庫の中に入れ凍らせ、牛乳やヨーグルト、アイスクリーム、氷等と一緒に、ミキサーでかき混ぜることで調理する。

## 健康に関する議論
水分を絞ったジュースと異なり、下記のような理由によりジュースよりダイエットに適し、オシャレで健康的な飲み物との印象を与えられている。
- 素材の全てを含んでいて、食物繊維も併せて摂ることが出来る。
- 加熱処理されておらず、栄養学的に優れている。
- 加糖されていない（但し作り方による）

しかし、2010年代頃から下記のような見解が示されるなど、健康に関する賛否両論の議論が多く行われるようになった。
肯定的見解
- ジュースと比較し食物繊維を含むため、穏やかな血糖値の上昇となり、インスリンの急激な分泌が抑えられ、満腹感が持続するため過食を抑制できる。
- 簡単に摂食（飲用）できる。

否定的見解
- フルーツジュースやアイスクリームを加えると糖分と脂肪の摂取量が増加し健康に結びつかない。
- ダイエット目的で摂食（飲用）した場合、カルシウムや蛋白質が不足し骨粗鬆症等のリスクが上昇する。
- 咀嚼行為がほとんど行われず唾液の分泌量が少ないため健康的ではない。

## シントー
シントー（ベトナム語: Sinh tố ）はベトナムで飲まれる飲料。ベトナムスイーツの代表格の1つであり、ベトナムのスムージーと説明される。
Sinh tố はベトナム語で「ビタミン」の意味である。ミキサーにカットしたフルーツと練乳、クラッシュアイスを入れて混ぜ合わせて作る。屋台で販売されるほか、専門店もある。
スムージーキングが1970年代に「シントー」の名称でフルーツスムージーを販売したのが最初とされるが、スムージーキング設立者の1人であるスティーブ・クーナウ（Steve Kuhnau）はシントーを発明したのが自分ではないことを認めている。